# ソリトン 金の斧銀の斧
『ソリトン 金の斧銀の斧』（ソリトン きんのおのぎんのおの）は、1994年4月9日から1995年4月1日までNHK教育テレビで放送されたテレビ番組である。『ソリトンシリーズ』の1994年度の土曜日番組である。

## 概要
ゲストとのトークを縦軸に十数個の短いコーナーを構成するオムニバス番組である。コーナーは「教養叩き売り」「平成不況自慢」「ことわざの涙」「幻想の食卓」「CD時評」などがある。

## 放送時間
- 土曜日 23:00 - 23:45／日曜日 14:00 - 14:45

## 出演者
- MC
  - 1994年度前期（4月9日から9月17日放送分）：高橋由美子[2]
  - 1994年度後期（10月1日から翌年4月1日放送分）：大塚寧々

## オープニングテーマ
- 1994年度前期 ：そんなのムリ!（高橋由美子）
- 1994年度後期（10月1日から翌年4月1日放送分）：I'm Waiting for the Man （The Velvet Underground）

## アニメ
『ぐりむのあな』というタイトルで4月9日、4月16日、4月23日の3週に渡って全3回の話数を放送。
1. シンデレラ（1994年4月9日）
2. 白雪姫（1994年4月16日）
3. いばら姫または眠れる森の美女（1994年4月23日）